# پویش اسکارپا
پویش اسکارپا، همچنین به عنوان محله شماره ۵ تعیین شده است، یک محله شهری در شهر ورشو، لهستان، و توسط شورای محله اداره می‌شود.

## تاریخچه
محله شهرداری پویش اسکارپا در ۱۰ مارس ۲۰۱۶ تأسیس شد.

## دولت
دولت محله به دو ارگان شورای محله به عنوان نهاد قانونگذاری و مدیریت محله به عنوان دستگاه اجرایی تقسیم می‌شود.